# Pallavolo ai XIV Giochi panamericani - Torneo femminile
Il XIII campionato di pallavolo femminile ai Giochi panamericani si è svolto dal 4 al 14 agosto 2003 a Santo Domingo, nella Repubblica Dominicana, durante i XIV Giochi panamericani. Al torneo hanno partecipato 8 squadre nazionali nordamericane e sudamericane e la vittoria finale è andata par la prima volta alla Repubblica Dominicana.

## Squadre partecipanti
- Brasile
- Cuba
- Messico
- Perù
- Porto Rico
- Rep. Dominicana
- Stati Uniti
- Venezuela

## Gironi
| Girone A                            | Girone B                               |
| ----------------------------------- | -------------------------------------- |
| Brasile Perù Porto Rico Stati Uniti | Cuba Messico Rep. Dominicana Venezuela |

## Fase finale

### Finale 1º e 3º posto
|  | Quarti          | Quarti          |                 |             | Semifinale | Semifinale |  |  | Finale | Finale |
|  |                 |                 |                 |             |            |            |  |  |        |        |
|  |                 |                 |                 |             |            |            |  |  |        |        |
|  |                 |                 |                 |             |            |            |  |  |        |        |
|  | Rep. Dominicana | 3               |                 |             |            |            |  |  |        |        |
|  | Rep. Dominicana | 3               |                 |             |            |            |  |  |        |        |
|  | Porto Rico      | 1               |                 |             |            |            |  |  |        |        |
|  | Porto Rico      | 1               | Brasile         | 2           |            |            |  |  |        |        |
|  |                 |                 | Brasile         | 2           |            |            |  |  |        |        |
|  |                 | Rep. Dominicana | 3               |             |            |            |  |  |        |        |
|  | -               | Rep. Dominicana | 3               | -           |            |            |  |  |        |        |
|  | -               |                 |                 | -           |            |            |  |  |        |        |
|  | -               | -               |                 |             |            |            |  |  |        |        |
|  | -               | -               | Rep. Dominicana | 3           |            |            |  |  |        |        |
|  |                 |                 | Rep. Dominicana | 3           |            |            |  |  |        |        |
|  |                 | Cuba            | 2               |             |            |            |  |  |        |        |
|  | Stati Uniti     | Cuba            | 2               | 3           |            |            |  |  |        |        |
|  | Stati Uniti     |                 |                 | 3           |            |            |  |  |        |        |
|  | Venezuela       | 0               |                 |             |            |            |  |  |        |        |
|  | Venezuela       | 0               | Cuba            | 3           | 3º posto   | 3º posto   |  |  |        |        |
|  |                 |                 | Cuba            | 3           | 3º posto   | 3º posto   |  |  |        |        |
|  |                 | Stati Uniti     | 0               |             |            |            |  |  |        |        |
|  | -               | Stati Uniti     | 0               | -           | Brasile    | 1          |  |  |        |        |
|  | -               |                 |                 | -           | Brasile    | 1          |  |  |        |        |
|  | -               | -               |                 | Stati Uniti | 3          |            |  |  |        |        |
|  | -               | -               |                 |             | 3          |            |  |  |        |        |
|  |                 |                 |                 |             |            |            |  |  |        |        |
|  |                 |                 |                 |             |            |            |  |  |        |        |

## Podio

### Campione
Formazione: 1 Annerys Vargas, 2 Rosalín Ángeles, 3 Yudelkys Bautista, 5 Evelyn Carrera, 6 Alexandra Caso, 7 Sofía Mercedes, 9 Nuris Arias, 10 Milagros Cabral, 12 Francia Jackson, 14 Prisilla Rivera, 15 Cosiri Rodríguez, 16 Kenia Moreta, CT: Jorge Garbey

### Secondo posto
Formazione: 1 Yumilka Ruiz, 2 Zoila Barros , 3 Nancy Carrillo, 4 Katia Guevara, 5 Marbelis Martínez, 6 Liana Mesa, 7 Indira Mestre, 8 Anniara Muñoz, 9 Yaima Ortíz, 10 Martha Sanchez, 11 Yanelis Santos, 12 Azurrima Alvarez, CT: -

### Terzo posto
Formazione: 1 Erin Aldrich, 2 Elisabeth Bachman, 3 Nicole Branagh, 4 Tracy Stalls, 5 Therese Crawford, 6 Sarah Drury, 7 Cynthia Barboza, 8 Lizzy Fitzgerald, 9 Brittany Hochevar, 10 Jennifer Joines, 11 Ogonna Nnamani, 12 Kathleen Olsovsky, CT: Mike Hebert

## Classifica finale
| Classifica | Squadre         |
| ---------- | --------------- |
|            | Rep. Dominicana |
|            | Cuba            |
|            | Stati Uniti     |
| 4          | Brasile         |
| 5          | Venezuela       |
| 6          | Porto Rico      |
| 7          | Perù            |
| 8          | Messico         |